# Sainte Ninnoc
 (décembre 2009).
Si vous disposez d'ouvrages ou d'articles de référence ou si vous connaissez des sites web de qualité traitant du thème abordé ici, merci de compléter l'article en donnant les références utiles à sa vérifiabilité et en les liant à la section « Notes et références ».
 (janvier 2014).
Ninnoc ou Nennok (Ninnog en breton), également connue sous les variantes de Ninne, Gwengustle, Gwendu ou Candide, est une sainte bretonne décédée le 4 juin 467 sous le règne de Riothamus, roi de Bretagne armorique et insulaire et d'Anthémius, empereur romain d'Occident.  
La vie de la sainte est connue par la Vita Sanctæ Ninnocæ du cartulaire de Quimperlé, dont le texte dit : « in quodam libello rustico stilo digestam reperientes, maluimus potius incomposite materiei rectam simplicitatem in scribendo servare quam plus justo minus eam emendando seriem narrationis depravare » ("l'ayant trouvée dans un petit livre, rédigée dans un style grossier, nous avons préféré conserver la simplicité de ce matériau brut plutôt que de dénaturer le déroulement des faits en la corrigeant plus que de raison".)
Cette Vita permit à l'Abbaye Sainte-Croix de Quimperlé de justifier la revendication de ses droits sur la paroisse de Ploemeur, où était situé le prieuré de Lannénec.

## Hagiographie
Elle est censée être la fille du roi Brychan de Brycheiniog et de Meneduc, écossaise, fille de Cystennin Gorneu (Constantin de Cornouaille), lui-même descendant de Jules César. La tradition veut que son père ait eu 40 fils mais la coutume galloise comptabilisait aussi les petits-fils dans la descendance directe du patriarche. Tous ses fils se dispersèrent en exil pour répondre à l'appel du Christ. 
En dernier recours, il fit vœu de donner la dîme pour la naissance d'un nouvel enfant. Le vœu ne trouvant pas de réponse, il gravit une montagne, y bâtit un autel et passa là 40 jours et 40 nuits avant de retrouver sa femme et de procréer leur fille qu'ils nommèrent Gwen Gwystl, soit Gage Sacré en gallois pour marquer leur reconnaissance envers la grâce d'un enfant reçue de Dieu. Elle fut baptisée par un prêtre irlandais du nom de Colum.
Élevée par son oncle Gurgentelu/Gurlehentelius Ilfin et sa tante Gwennargant. Ceux-ci la portèrent sur les fonts baptismaux. Ils assurèrent son éducation jusqu'à l'âge du mariage. Son père la destinant alors au fils d'un roi Scot.
À cette époque arrive de l'ouest de l'Armorique saint Germanus, futur évêque de l'île de Man, disciple de saint Patrick, envoyé par lui. Sur ses exhortations, Gwengustle décide de prendre le voile et face à sa détermination, le roi son père consent à la laisser partir en Létavie / Armorique.
Elle prit bord sur un des 7 navires - faisant route vers les terres de saint Gunthiern son beau-frère - avec ses oncle et tante, ainsi que Morhedrus et Gurgallonus, deux évêques et deux anonymes avec " Magna turba tam presbyterorum quam diaconorum necnon et sanctimonialum virginum atque utriusque sexus hominum. ". d'après : S. Baring-Gould, John Fisher - The Lives of British Saints.
Le bateau arriva sur les côtes du futur Bro Erech en un lieu qui fut nommé Poul Ilfin (possiblement Le Pouldu).
Elle envoya une députation au roi Erich fils d'Aldrien ap Selyfa, 1er comte de Cornouaille, qui lui accorda l'asile et lui offrit les terres de Ploemeur sur lesquelles elle établit une paroisse (plebs) et deux monastères en 456 et 458 : un pour femmes et l'autre pour hommes. Elle reçoit également l'église Sainte-Julitte de Rhuys en 458.
Albert le Grand détaille ainsi les évènements : "Il (Erich) la salua, et toute sa vénérable compagnie, et ayant congédié ses domestiques, demeura huit jours entiers en ce lieu, conférant souvent avec la sainte, à laquelle il donna plusieurs belles terres et revenus pour l'accommodation de son monastère, laquelle donation il fit ratifier par le Métropolitain et autres Évêques de Bretagne, et par ses frères Michel, comte de Rennes, et Budic, comte de Cornouailles et autres seigneurs en une assemblée tenue à cet effet, de laquelle donation il fit faire des lettres et chartes authentiques, lesquelles il mit sur l'autel avec un calice et patène d'or plein de vin." Voici l'acte de donation, présenté comme authentique à Albert Le Grand par l'abbaye Sainte-Croix de Quimperlé et qui est daté de l'an 458. Il est unanimement dénoncé par les historiens comme un faux grossier, confectionné à l'époque de la rédaction du cartulaire (XIIe s.) . Il vise à justifier la possession de terres ploemeuroise par l'abbaye : 

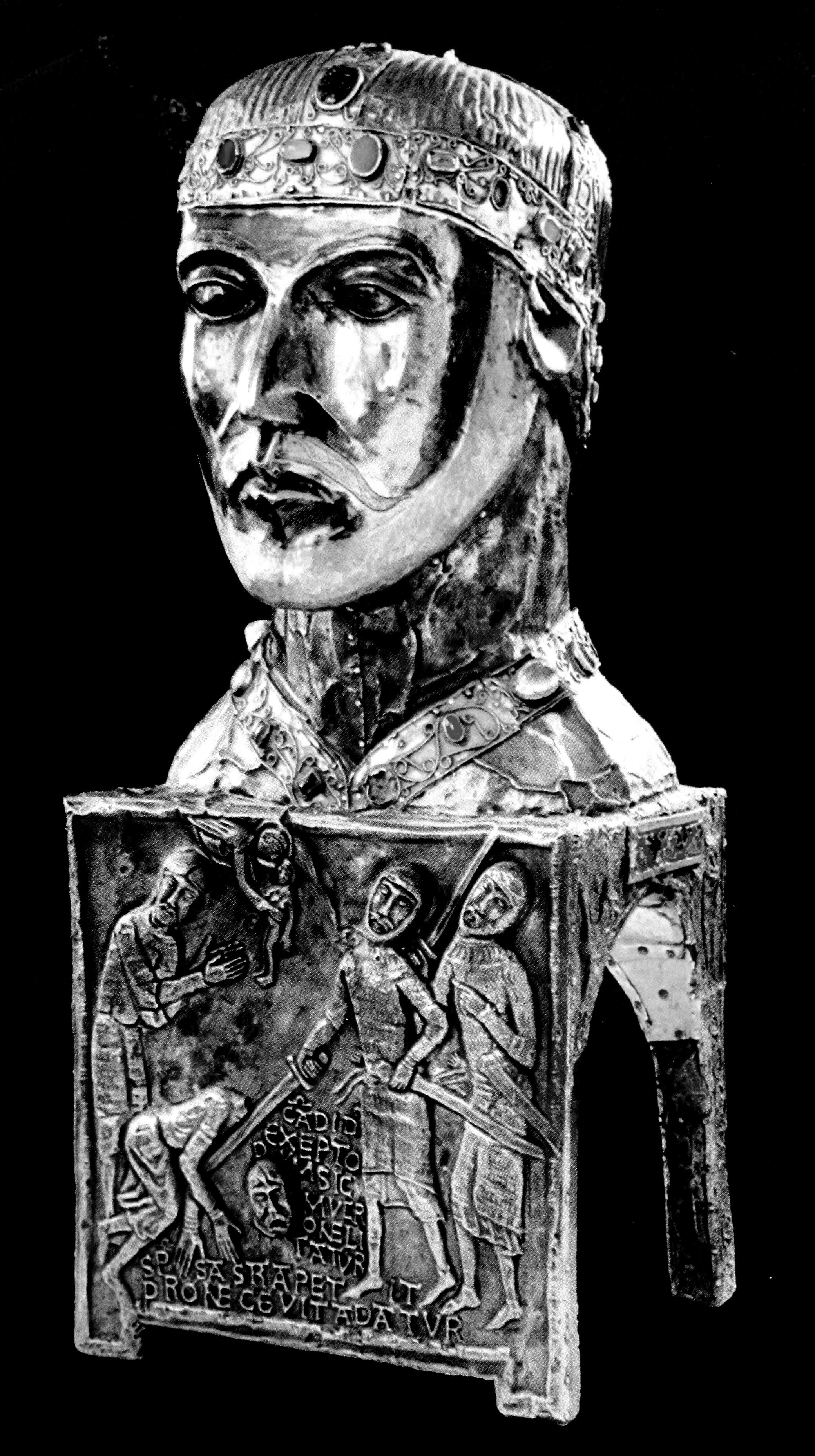
Reliquaire de Saint-Candide (abbaye Saint-Maurice d'Agaune).

Au nom de la Sainte et indivise Trinité, et de la très heureuse Vierge Marie, et par la vertu de la Sainte Croix, je Guerek par la grâce de Dieu, duc de la petite Bretagne, en présence des évêques, comtes et principaux seigneurs de Bretagne, donne et octroie de mon propre héritage à la Sainte Vierge et Servante de Dieu Nennok et à ses successeurs, afin qu'elle ait mémoire de prier pour les âmes, et de ceux de ma race qui doivent succéder et pour l’État de mon Royaume, le lieu qui de son nom s'appelle Landt-Nennok, et toutes la paroisse qui s'appelle Plouemeur, avec toutes ses terres cultivées ou non cultivées : J'y ajoute aussi un autre don de toute la terre en laquelle est l'église de Sainte-Julite et la même église qui est en Renguys ; Et, pour l'entretien de ce lieu, tous les ans, 300 boisseaux, tant de seigle que de froment et de vin, de la terre qui s'appelle Dalk-Guerran, que je ferai rendre ici ; et ajoute encore à ce don 300 animaux, soit Chevaux, Cavalles, Bœufs, Vaches ou autres. En foi duquel don, et pour iceluy corroborer, j'ai offert à l'Autel un Calice d'Or plein de vin pur, avec sa Patène. Quiconque violera ce don, ou en diminuera la quantité, qu'il soit frappé d'éternel anathème et qu'il soit éternellement damné avec les misérables." 
Dans ce texte on peut expliciter les noms de lieux comme suit : Dalk-Guerran s'écrit aujourd'hui Dalc'h-Guerran ou Kerran. Ici Dalc'h en breton signifie tenure. Le Renguys en breton devient Ar C'henkiz, soit le Plessis en français. On trouve à Kervignac le village du Ganquis dont le toponyme est identique.
Au monastère les femmes portaient la tunique de bure brune (pullam tunicam), le manteau de laine sombre (furvum pallium) et le voile blanc.
Trois ans plus tard, un cerf que chasse le roi Waroch trouve asile aux pieds de Gwengustle dans son église. À la vue du cerf épuisé et de l'assemblée cléricale chantant le psaume, Waroch épargne le cerf et fait donation de terres à Gwengustle.

## Étymologie et onomastique

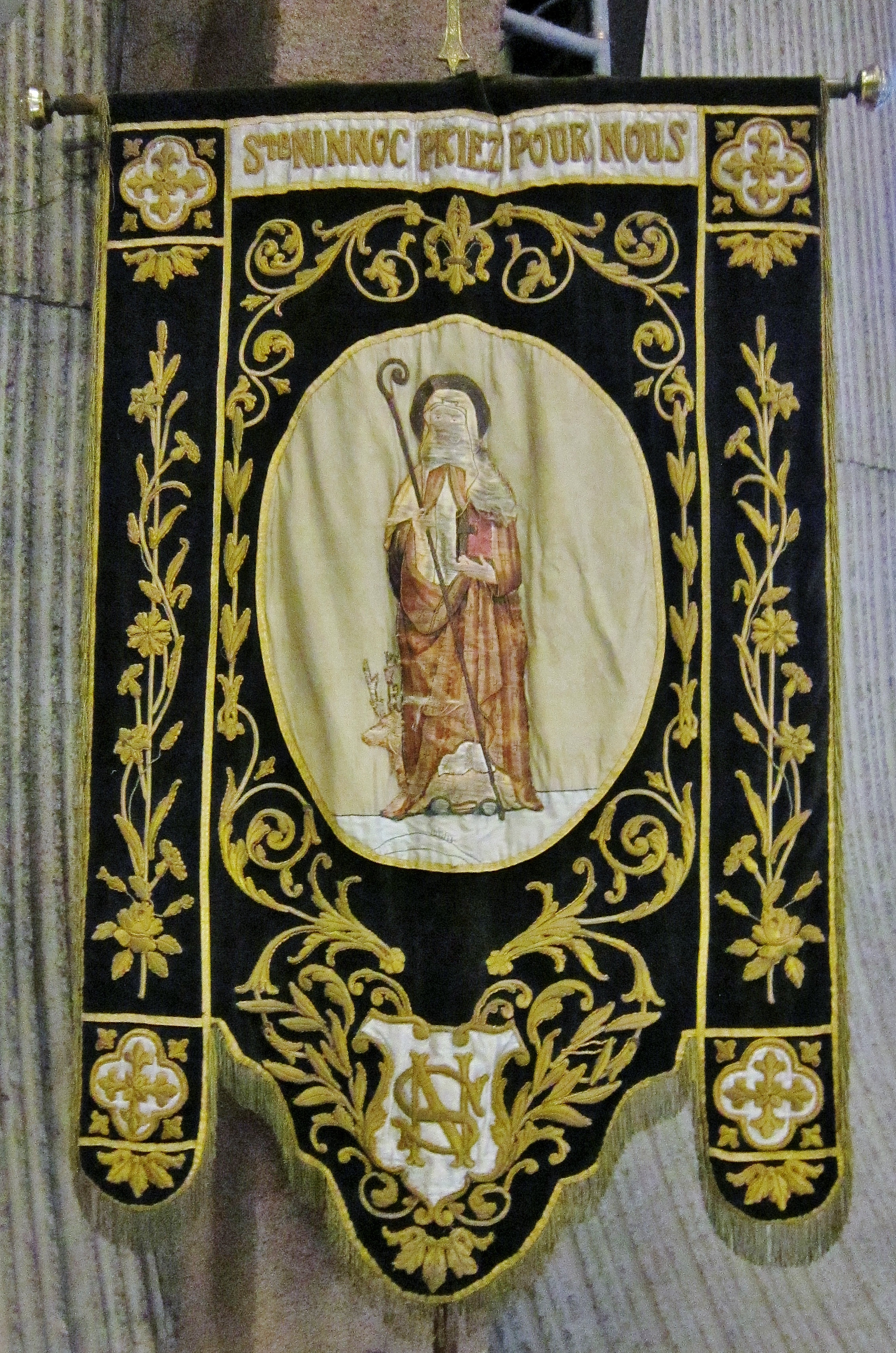
Ploemeur : église paroissiale Saint-Pierre, bannière de procession de sainte Ninnoc.

Ninnoc (ou ninnat avec une terminaison féminine en gaélique) signifiant " petite nonne ". Son vrai nom est bien Gwengustle. Par altération il devint Gwengu, puis Vengu. On retrouve ce nom dans la paroisse de Tourc'h près de Scaër au village de Locundu, anciennement Locunguff, dans la chapelle Sainte-Candide dont la dédicace était à sainte Guenguff en 1619.
À Ploemeur, le village et l'étang de Lannénec porte dans son nom 'l'ermitage de Nenec' le souvenir du passage de la sainte femme.

## Lieux de culte

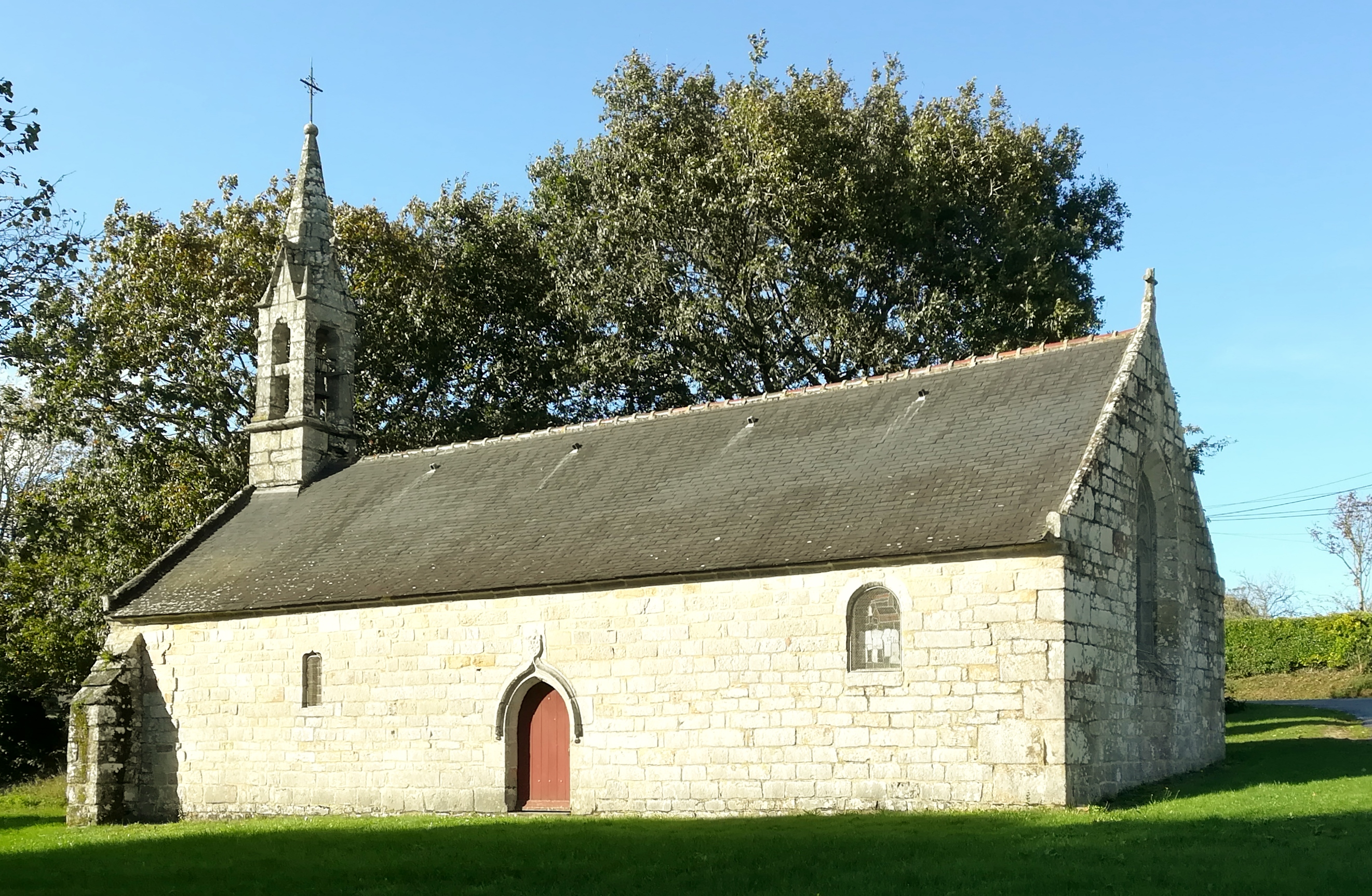
Tourch : chapelle Sainte-Candide de Locunduff, vue extérieure d'ensemble.

On trouve sa fontaine à Scaër, où elle alimente la ville et un lavoir. Sa statue, une abbesse, au livre dans la main gauche et la crosse (brisée) dans la main droite, se trouve dans l'église de Scaër. 
À Ploemeur, dans la chapelle Sainte-Anne, se trouve une statue de l'abbesse avec un cerf aux pieds. Elle provient de la chapelle du prieuré de Sainte-Ninnoc. Les femmes l'invoquent quand une grossesse se fait trop attendre. Il existe également une statue du XVe siècle dans la chapelle de Saint-Simon-Saint-Jude. 
Sa fête a lieu le 4 juin. Le Pardon de Ploemeur a lieu le second dimanche de mai. Celui de Scaër le premier dimanche d'août. Sainte Ninne est fêtée le 3 juin en Irlande.
Sous le nom de sainte Candide, elle est vénérée en Bretagne par exemple:
- à Scaër, l'église paroissiale est dédiée à saint Alain et sainte Candide
- à Tourc'h, la chapelle Sainte-Candide date du XVIe siècle ; elle est située à Locunduff[4]